# Halecium beanii
Halecium beanii är en nässeldjursart som först beskrevs av Johnston 1838.  Halecium beanii ingår i släktet Halecium och familjen Haleciidae. Arten är reproducerande i Sverige. Inga underarter finns listade i Catalogue of Life.

## Bildgalleri

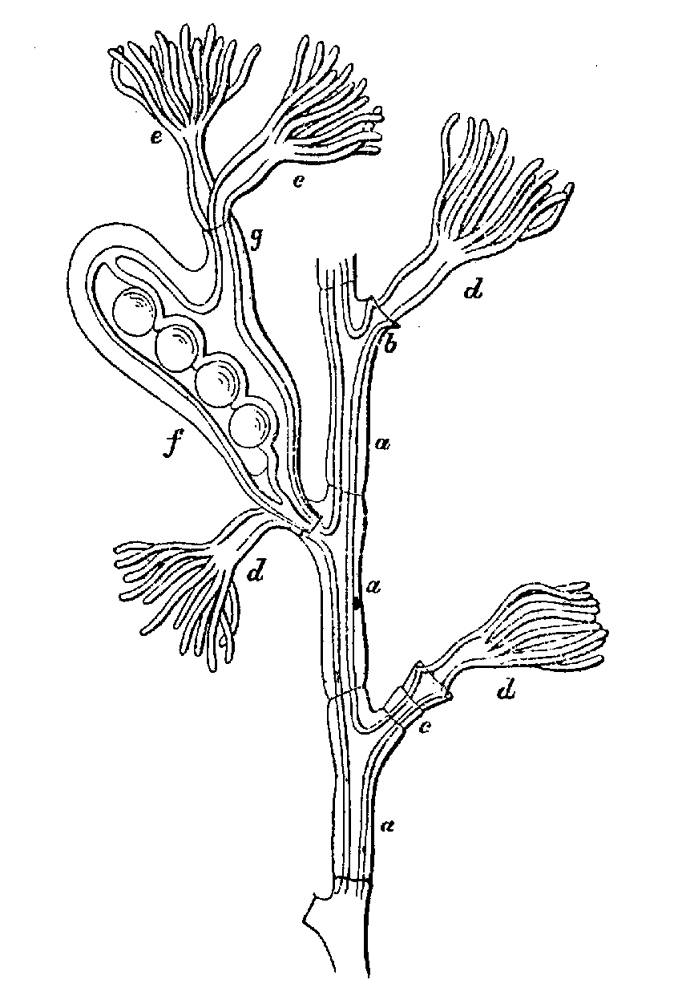